# Norberto Boggio
Norberto Constante Boggio (Carreras, Santa Fe, 11 de agosto de 1931-Venado Tuerto, Santa Fe, 20 de diciembre de 2021) fue un jugador de fútbol argentino. 

## Carrera deportiva
Comenzó su carrera en Banfield en 1949, descendiendo a segunda división en 1954. Ascendió a Primera con el mismo equipo en 1956. En 1957 pasó a San Lorenzo, en donde continuó su carrera hasta 1962. Merced a su buen desempeño en el club de Boedo, fue convocado para la selección argentina que participó de la Copa del Mundo de 1958. Integró la famosa delantera  con Héctor Facundo, Oscar Rossi, Omar Higinio García y José Francisco Sanfilippo. Fue campeón con la institución azulgrana en 1959. Anotó el primer gol jugando para San Lorenzo de Almagro en el Estadio Jalisco el 31 de enero de 1960 ante el Atlas de Guadalajara. Continuó su carrera en México, en el Atlante, hasta su retiro.

## Clubes
| Club        | País      | Año         |
| ----------- | --------- | ----------- |
| Banfield    | Argentina | 1949 - 1956 |
| San Lorenzo | Argentina | 1957 - 1962 |
| Atlante     | México    | 1963 - 1971 |